# Elatostema feddeanum
Elatostema feddeanum är en nässelväxtart som beskrevs av H. Schröter. Elatostema feddeanum ingår i släktet Elatostema och familjen nässelväxter. Inga underarter finns listade i Catalogue of Life.